# Gran Premio motociclistico d'Olanda 1972
Il Gran Premio motociclistico d'Olanda fu il settimo appuntamento del motomondiale 1972.
Si svolse sabato 24 giugno 1972 sul circuito di Assen, e corsero tutte le classi.
Usuale doppietta in 350 e 500 per Giacomo Agostini.
Dominio in 250 di Rodney Gould.
Doppietta anche per Ángel Nieto in 50 e 125.
Seconda vittoria stagionale per Klaus Enders nei sidecar, gara nella quale solo 8 equipaggi tagliarono il traguardo.

## Classe 500

### Arrivati al traguardo
| Pos. | Pilota             | Moto        | Tempo        | Punti |
| ---- | ------------------ | ----------- | ------------ | ----- |
| 1    | Giacomo Agostini   | MV Agusta   | 1h 03' 33" 3 | 15    |
| 2    | Alberto Pagani     | MV Agusta   | +1' 57" 6    | 12    |
| 3    | Bruno Kneubühler   | Yamaha      | +2' 07" 5    | 10    |
| 4    | Dave Simmonds      | Kawasaki    |              | 8     |
| 5    | Chas Mortimer      | Yamaha      |              | 6     |
| 6    | Jack Findlay       | JADA-Suzuki |              | 5     |
| 7    | Jerry Lancaster    | Yamaha      |              | 4     |
| 8    | Paul Eickelberg    | König       |              | 3     |
| 9    | Billie Nelson      | Yamaha      |              | 2     |
| 10   | Guido Mandracci    | Suzuki      | +1 giro      | 1     |
| 11   | Lothar John        | Yamaha      | +1 giro      |       |
| 12   | Kim Newcombe       | König       | +1 giro      |       |
| 13   | Kurt-Ivan Carlsson | Kawasaki    | +1 giro      |       |
| 14   | Ernst Hiller       | Kawasaki    | +1 giro      |       |
| 15   | Willi Bertsch      | Kawasaki    | +2 giri      |       |
| 16   | Godfrey Nash       | Honda       | +4 giri      |       |

### Ritirati
| Pilota              | Moto      | Motivo ritiro |
| ------------------- | --------- | ------------- |
| Bosse Granath       | Husqvarna |               |
| Kurt-Harald Florin  | König     |               |
| Steve Ellis         | Yamaha    |               |
| Kai Kuparinen       | Kawasaki  |               |
| Keith Turner        | Suzuki    |               |
| John Dodds          | König     |               |
| Wil Hartog          | Yamaha    |               |
| Piet van der Wal    | Kawasaki  |               |
| Christian Bourgeois | Yamaha    |               |
| Gyula Marsovszky    | LinTo     |               |
| Ron Chandler        | Kawasaki  |               |
| Eric Offenstadt     | Yamaha    |               |

## Classe 350

### Arrivati al traguardo
| Pos | Pilota              | Moto      | Tempo        | Punti |
| --- | ------------------- | --------- | ------------ | ----- |
| 1   | Giacomo Agostini    | MV Agusta | 1h 03' 02" 9 | 15    |
| 2   | Jarno Saarinen      | Yamaha    | +21" 8       | 12    |
| 3   | Renzo Pasolini      | Aermacchi | +32" 5       | 10    |
| 4   | Dieter Braun        | Yamaha    |              | 8     |
| 5   | Phil Read           | MV Agusta |              | 6     |
| 6   | Hideo Kanaya        | Yamaha    |              | 5     |
| 7   | Jack Findlay        | Yamaha    |              | 4     |
| 8   | Teuvo Länsivuori    | Yamaha    |              | 3     |
| 9   | Bruno Kneubühler    | Yamaha    | +1 giro      | 2     |
| 10  | Christian Bourgeois | Yamaha    | +1 giro      | 1     |
| 11  | Ron Chandler        | Yamaha    | +1 giro      |       |
| 12  | Billie Nelson       | Yamaha    | +1 giro      |       |
| 13  | Bosse Granath       | Yamaha    | +1 giro      |       |
| 14  | Kurt-Ivan Carlsson  | Yamaha    | +1 giro      |       |
| 15  | Nico van der Zanden | Yamaha    | +1 giro      |       |

## Classe 250

### Arrivati al traguardo
| Pos | Pilota            | Moto      | Tempo     | Punti |
| --- | ----------------- | --------- | --------- | ----- |
| 1   | Rodney Gould      | Yamaha    | 54' 07" 4 | 15    |
| 2   | Renzo Pasolini    | Aermacchi | +6" 5     | 12    |
| 3   | Jarno Saarinen    | Yamaha    | +25"      | 10    |
| 4   | Phil Read         | Yamaha    |           | 8     |
| 5   | Guido Mandracci   | Yamaha    |           | 6     |
| 6   | Oronzo Memola     | Yamaha    |           | 5     |
| 7   | Silvio Grassetti  | MZ        |           | 4     |
| 8   | Teuvo Länsivuori  | Yamaha    |           | 3     |
| 9   | Tony Rutter       | Yamaha    |           | 2     |
| 10  | Hideo Kanaya      | Yamaha    |           | 1     |
| 11  | Derek Chatterton  | Yamaha    |           |       |
| 12  | Marcel Ankoné     | Yamsel    | +1 giro   |       |
| 13  | Börje Jansson     | Yamaha    | +1 giro   |       |
| 14  | Wil Hartog        | Yamaha    | +1 giro   |       |
| 15  | Jerry Lancaster   | Yamsel    | +1 giro   |       |
| 16  | Barry Randle      | Yamaha    | +1 giro   |       |
| 17  | Seppo Kangasniemi | Yamaha    | +1 giro   |       |

## Classe 125

### Arrivati al traguardo
| Pos | Pilota            | Moto        | Tempo     | Punti |
| --- | ----------------- | ----------- | --------- | ----- |
| 1   | Ángel Nieto       | Derbi       | 48' 06" 1 | 15    |
| 2   | Börje Jansson     | Maico       | +20" 2    | 12    |
| 3   | Dave Simmonds     | Kawasaki    | +20" 5    | 10    |
| 4   | Jos Schurgers     | Bridgestone |           | 8     |
| 5   | Cees van Dongen   | Yamaha      |           | 6     |
| 6   | Günter Fischer    | Maico       |           | 5     |
| 7   | Steve Machin      | Yamaha      |           | 4     |
| 8   | Lothar John       | Yamaha      |           | 3     |
| 9   | Bert Nijland      | Maico       | +1 giro   | 2     |
| 10  | Rolf Minhoff      | Maico       | +1 giro   | 1     |
| 11  | Jan Zoombelt      | Maico       | +1 giro   |       |
| 12  | László Szabó      | MZ          | +1 giro   |       |
| 13  | Seppo Kangasniemi | Maico       | +1 giro   |       |

## Classe 50

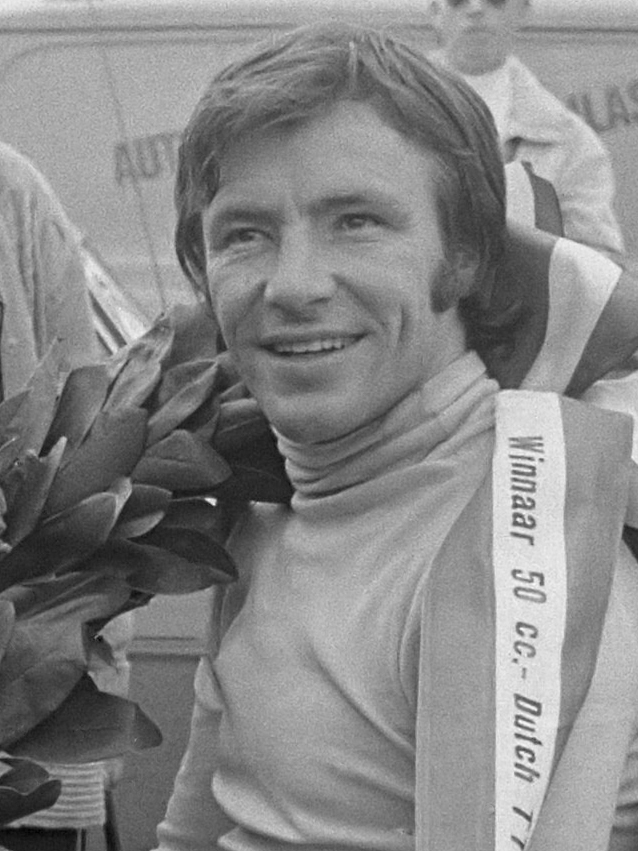
Il vincitore della classe 50 Ángel Nieto

### Arrivati al traguardo
| Pos | Pilota             | Moto     | Tempo     | Punti |
| --- | ------------------ | -------- | --------- | ----- |
| 1   | Ángel Nieto        | Derbi    | 29' 23" 5 | 15    |
| 2   | Jan de Vries       | Kreidler | +0" 3     | 12    |
| 3   | Harald Bartol      | Kreidler | +1' 54" 4 | 10    |
| 4   | Theo Timmer        | Jamathi  |           | 8     |
| 5   | Gerhard Thurow     | Kreidler |           | 6     |
| 6   | Jan Huberts        | Kreidler |           | 5     |
| 7   | Hans-Jürgen Hummel | Kreidler |           | 4     |
| 8   | Aalt Toersen       | Derbi    |           | 3     |
| 9   | Ton Daleman        | Roton    |           | 2     |
| 10  | Rudolf Kunz        | Kreidler |           | 1     |
| 11  | Cees van Dongen    | Kreidler |           |       |
| 12  | Ulrich Graf        | Kreidler |           |       |
| 13  | Rolf Minhoff       | Maico    |           |       |
| 14  | Lars Persson       | Monark   |           |       |
| 15  | Ryszard Mankiewicz | Kreidler | +1 giro   |       |
| 16  | Siegfried Lohmann  | Kreidler | +1 giro   |       |
| 17  | Walter Däuwel      | Kreidler | +1 giro   |       |
| 18  | Wolfgang Golembeck | Kreidler | +1 giro   |       |
| 19  | Manfred Kugler     | Kreidler | +1 giro   |       |

## Classe sidecar
Per le motocarrozzette si trattò della 136ª gara effettuata dall'istituzione della classe nel 1949; si sviluppò su 14 giri, per una percorrenza di 107,860 km.
Giro più veloce di Chris Vincent/Michael Casey (Münch-URS) in 3' 24" 1 a 135,900 km/h.

### Arrivati al traguardo
| Pos | Pilota            | Passeggero       | Moto      | Tempo     | Punti |
| --- | ----------------- | ---------------- | --------- | --------- | ----- |
| 1   | Klaus Enders      | Ralf Engelhardt  | Busch-BMW | 48' 33" 7 | 15    |
| 2   | Chris Vincent     | Michael Casey    | Münch-URS | +1" 1     | 12    |
| 3   | Siegfried Schauzu | Wolfgang Kalauch | BMW       | +1' 18" 8 | 10    |
| 4   | Richard Wegener   | Adi Heinrichs    | BMW       |           | 8     |
| 5   | Tony Wakefield    | Alex MacFadzean  | BMW       |           | 6     |
| 6   | Wolfgang Klenk    | Norbert Scherer  | BMW       | +1 giro   | 5     |
| 7   | Gustav Pape       | Franz Kallenberg | BMW       | +1 giro   | 4     |
| 8   | Karl Venus        | Rainer Gundel    | BMW       | +1 giro   | 3     |

## Fonti e bibliografia
- "Motor" n° 26 del 30 giugno 1972, pagg. 1083-1084, su motorracehistorie.nl. URL consultato il 18 settembre 2011 (archiviato dall'url originale il 22 marzo 2016).
- Risultati della 500 su autosport.com, su autosport.com.